# Hagiomantis superba
Hagiomantis superba är en bönsyrseart som beskrevs av Gerstaecker 1889. Hagiomantis superba ingår i släktet Hagiomantis och familjen Liturgusidae. Inga underarter finns listade i Catalogue of Life.